# Oluf Krag
Oluf Christian Krag (oprindelig Kragh) (født 23. september 1870 i Hals, død 10. september 1942 i København) var en dansk politiker, minister, matematiker og rektor. Han var søn af malermester Rudolph Kragh og Hustru Johanne, født Møller fra Hals.
Han tog præliminæreksamen i 1886 og blev student et par år efter. I 1893 blev han magister i matematik og i 1902 dr.phil. på en afhandling om Studier over Pendulbevægelsen.
Han var adjunkt ved Nykøbing Katedralskole 1897-1918 og bestyrede der også agenturet for Statsanstalten for Livsforsikring.
I 1918 blev han rektor for Metropolitanskolen. (Karikeret af Hans Scherfig i romanen Det forsømte forår.)
Medlem af Landstinget 1914-1924 og af Folketinget 1924-1942.
I Ministeriet Neergaard II, Ministeriet Neergaard III 1921-1924 og i Ministeriet Madsen-Mygdal 1926-1929 var han indenrigsminister.
Krag var i høj grad manden bag Venstres deltagelse i Kanslergadeforliget.
Han blev Kommandør af 2. grad af Dannebrogordenen (1921), 1. grad (1930) og Dannebrogsmand (1933).